# Centre d'excellence pour la cyberdéfense en coopération
Le Centre d'excellence pour la cyberdéfense en coopération (anglais : NATO Cooperative Cyber Defence Centre of Excellence, (estonien : NATO küberkaitsekoostöö keskus, sigle:NATO CCD COE) est l'un des centres d'excellence de l'OTAN situé à Tallinn en Estonie. 

## Présentation
Le centre, établi le 14 mai 2008, a reçu l’accréditation complète de l'OTAN  et a obtenu le statut d'organisation militaire internationale le 28 octobre 2008. 
Le Centre d'excellence de cyberdéfense coopérative de l'OTAN est une organisation militaire internationale dont la mission est d'améliorer les capacités, la coopération et le partage d'information entre les pays membres et partenaires de l'OTAN dans le domaine de la cyberdéfense entre autres par des actions de formation et de recherche et développement.

## Pays membres
Actuellement, 16 pays financent le centre,:
- République tchèque
- Estonie
- Finlande
- France[4],[5]
- Allemagne
- Grèce
- Hongrie
- Italie
- Lettonie
- Lituanie
- Pays-Bas
- Pologne
- Slovaquie
- Espagne
- Turquie
- États-Unis
- Royaume-Uni